# Campello sul Clitunno
Campello sul Clitunno este o comună din provincia Perugia, regiunea Umbria, Italia, cu o populație de 2.314 locuitori (1 ianuarie 2023) și o suprafață de 49,76 km².

## Demografie
Campello sul Clitunno - evoluția demografică

|  | Graficele sunt indisponibile din cauza unor probleme tehnice. Mai multe informații se găsesc la Phabricator și la wiki-ul MediaWiki. |

Date: Recensăminte sau birourile de statistică - grafică realizată de Wikipedia